# Marcin Grzybowski
Pour les articles homonymes, voir Grzybowski.
Marcin Grzybowski (10 janvier 1979 à Czechowice-Dziedzice) est un céiste polonais pratiquant la course en ligne.

## Palmarès

### Jeux olympiques
- Jeux olympiques 2008 à Pékin, (Chine)
  - participation au C1 1000 m
- Jeux olympiques 2012 à Londres, (Royaume-Uni)
  - 9e en C2 1000 m

### Championnats du monde
- 1999 à Györ, (Hongrie)
  -  Médaille de bronze en marathon
- 2002 à Séville, (Espagne)
  -  Médaille d'argent en C4 500 m
- 2003 à Augsbourg, (Allemagne)
  -  Médaille d'argent en C4 500 m
- 2006 à Szeged, (Hongrie)
  -  Médaille d'argent en C4 500 m
- 2015 à Milan, (Italie)
  -  Médaille de bronze en C-2 1000 m

### Championnats d'Europe de canoë-kayak slalom
- 2001 à Milan, (Italie)
  -  Médaille de bronze en C4 500 m
- 2006 à Račice, (République tchèque)
  -  Médaille d'or en C2 1000 m
- 2007 à Pontevedra, (Espagne)
  -  Médaille d'argent en C4 500 m